# 10819 Махакала
10819 Махакала (10819 Mahakala) — астероїд головного поясу, відкритий 19 квітня 1993 року.
Тіссеранів параметр щодо Юпітера — 3,195.